# Bogdan Krawczyk
Bogdan Tadeusz Krawczyk (ur. 30 marca 1943 w Stawkach) – polski samorządowiec i inżynier, w latach 1990–1994 prezydent Koszalina.

## Życiorys
Z wykształcenia magister inżynier komunikacji, absolwent Politechniki Gdańskiej.
W latach 1990–1994 sprawował urząd prezydenta Koszalina. W 1997 kandydował do Sejmu z listy Bloku dla Polski. Od 1998 do 2002 był radnym sejmiku zachodniopomorskiego I kadencji z ramienia Akcji Wyborczej Solidarność.
Należał do Porozumienia Polskich Chrześcijańskich Demokratów (zasiadał w zarządzie głównym partii, był też jej wiceszefem w województwie zachodniopomorskim). W 2001 kandydował do Sejmu z listy AWSP, która nie uzyskała mandatów. W 2002 wraz z PPChD przystąpił do Stronnictwa Konserwatywno-Ludowego – Ruch Nowej Polski, zasiadał w radzie politycznej tej partii (rozwiązanej w 2003).
Pracował m.in. jako kierownik Laboratorium Drogowego (gospodarstwa pomocniczego Zachodniopomorskiego Zarządu Dróg Wojewódzkich). W wyborach w 2006 uzyskał mandat radnego Koszalina z listy Platformy Obywatelskiej. Został powołany na dyrektora Zachodniopomorskiego Zarządu Dróg Wojewódzkich w Koszalinie. W 2010 bezskutecznie ubiegał się o reelekcję do rady miasta.